# Casa torreada dos Barbosas Aranhas
A Casa torreada dos Barbosas Aranhas é uma casa-torre situada na vila de Ponte de Lima, em Portugal. Foi edificada na primeira metade do século XVII. O conjunto é constituído por dois volumes ligados entre si: uma torre e uma ala de habitação. Em 1977 foi classificada como Imóvel de Interesse Público. Desde 2016 que alberga o Centro de Interpretação e Promoção do Vinho Verde.